# Tim Erixon
Tim Carl Erixon (* 24. Februar 1991 in Port Chester, New York, USA) ist ein schwedischer Eishockeyspieler, der seit Juli 2021 beim Timrå IK aus der Svenska Hockeyligan (SHL) unter Vertrag steht und dort auf der Position des Verteidigers spielt. Zuvor absolvierte Erixon unter anderem 93 Spiele für die New York Rangers, Columbus Blue Jackets, Chicago Blackhawks und Toronto Maple Leafs in der National Hockey League (NHL). Sein Vater Jan war ebenfalls professioneller Eishockeyspieler.

## Karriere
Tim Erixon, der in den Vereinigten Staaten geboren wurde, als sein Vater dort bei den New York Rangers unter Vertrag stand, wuchs in Schweden auf und begann seine Karriere als Eishockeyspieler in der Heimatstadt seines Vaters in der Nachwuchsabteilung des Skellefteå AIK. In der Saison 2007/08 gab der Verteidiger sein Debüt für dessen Profimannschaft in der Elitserien, der höchsten schwedischen Spielklasse, als er in zwei Spielen auf dem Eis stand, in denen er punkt- und straflos blieb. In der folgenden Spielzeit konnte er sich schließlich im Profiteam von Skellefteå durchsetzen und erzielte in seinem ersten kompletten Profijahr in insgesamt 54 Spielen zwei Tore und fünf Vorlagen. Parallel kam er als Leihspieler zu drei Einsätzen für den Zweitligisten Malmö Redhawks in der HockeyAllsvenskan und bereitete dabei zwei Tore vor. Anschließend wurde er im NHL Entry Draft 2009 in der ersten Runde als insgesamt 23. Spieler von den Calgary Flames aus der National Hockey League (NHL) ausgewählt. Anschließend blieb er jedoch bei seinem Heimatverein, bei dem er sich in der Folgezeit kontinuierlich steigern konnte. Zudem wurde er im KHL Junior Draft 2010 in der siebten Runde als insgesamt 186. Spieler von Salawat Julajew Ufa aus der Kontinentalen Hockey-Liga (KHL) ausgewählt.

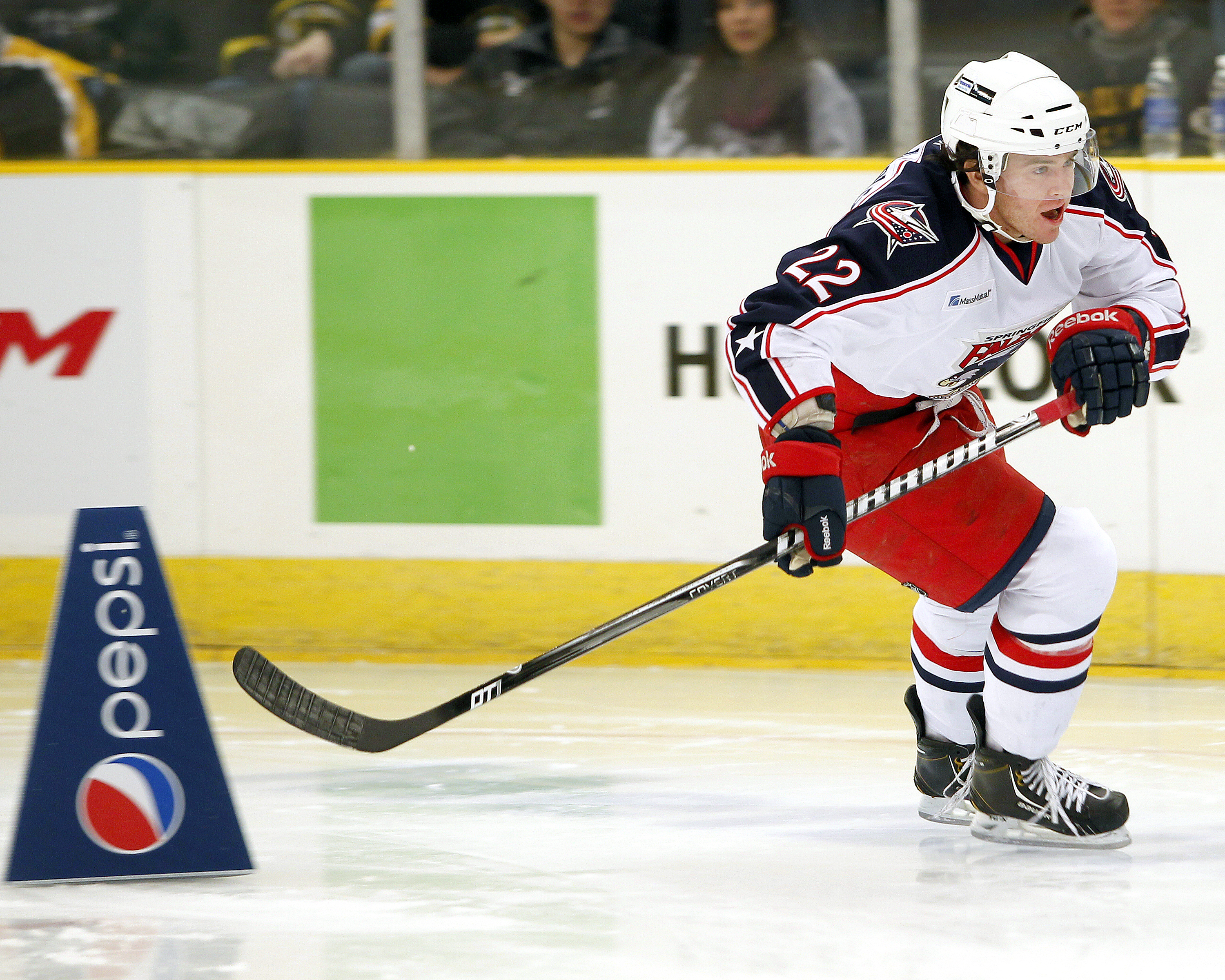
Erixon im Trikot der Springfield Falcons (2013)

Am 1. Juni 2011 gaben die Calgary Flames seine Rechte in einem Tauschhandel an die New York Rangers ab. Noch am selben Tag unterschrieb der Schwede einen Einstiegsvertrag über drei Jahre bei den New York Rangers. Für die Saison 2011/12 wurde Erixon von den New York Rangers nach Nordamerika beordert, wo er für deren Farmteam Connecticut Whale in der American Hockey League (AHL) spielte. Am 23. Juli 2012 wurde er zusammen mit Artjom Anissimow und Brandon Dubinsky sowie ein Erstrunden-Wahlrecht für den NHL Entry Draft 2013 zu den Columbus Blue Jackets transferiert. Die New York Rangers erhielten im Gegenzug Rick Nash, Steven Delisle sowie einen Drittrunden-Draftpick.
Nach zwei Jahren in Columbus wechselte der Verteidiger im Dezember 2014 zu den Chicago Blackhawks, die im Gegenzug Jeremy Morin an die Blue Jackets abgaben. Dort blieb der Schwede nur wenige Monate, bis er im März 2015 von den Toronto Maple Leafs vom Waiver verpflichtet wurde. In Toronto beendete er die Saison, ehe er samt Phil Kessel, Tyler Biggs und einem Zweitrunden-Wahlrecht für den NHL Entry Draft 2016 zu den Pittsburgh Penguins transferiert wurde. Die Maple Leafs erhielten im Gegenzug Kasperi Kapanen, Nick Spaling, Scott Harrington sowie ein Erst- und ein Drittrunden-Wahlrecht für denselben Draft. In Diensten der Penguins kam der Schwede bis zum Auslauf seines Vertrages im Sommer 2017 ausschließlich in der AHL bei den Wilkes-Barre/Scranton Penguins zum Einsatz. Als Free Agent erhielt er im September schließlich einen Probevertrag bei den Binghamton Devils, aus dem nach fünf Einsätzen jedoch kein festes Engagement wurde, bevor er Ende Oktober einen festen AHL-Vertrag bei den Springfield Thunderbirds unterzeichnete. Zur folgenden Spielzeit kehrte er zu den Wilkes-Barre/Scranton Penguins zurück.
Im Sommer 2019 beendete Erixon seine Zeit in Nordamerika nach insgesamt acht Spielzeiten und kehrte in seine schwedische Heimat zurück. Dort schloss er sich den Växjö Lakers aus der Svenska Hockeyligan (SHL) an und war dort zwei Jahre aktiv. Mit dem Team gewann er am Ende der Saison 2020/21 die schwedische Meisterschaft. Trotz des Erfolgs verließ er den Verein nach der Spielzeit und wechselte im Juli 2021 zum Ligakonkurrenten Timrå IK.

### International

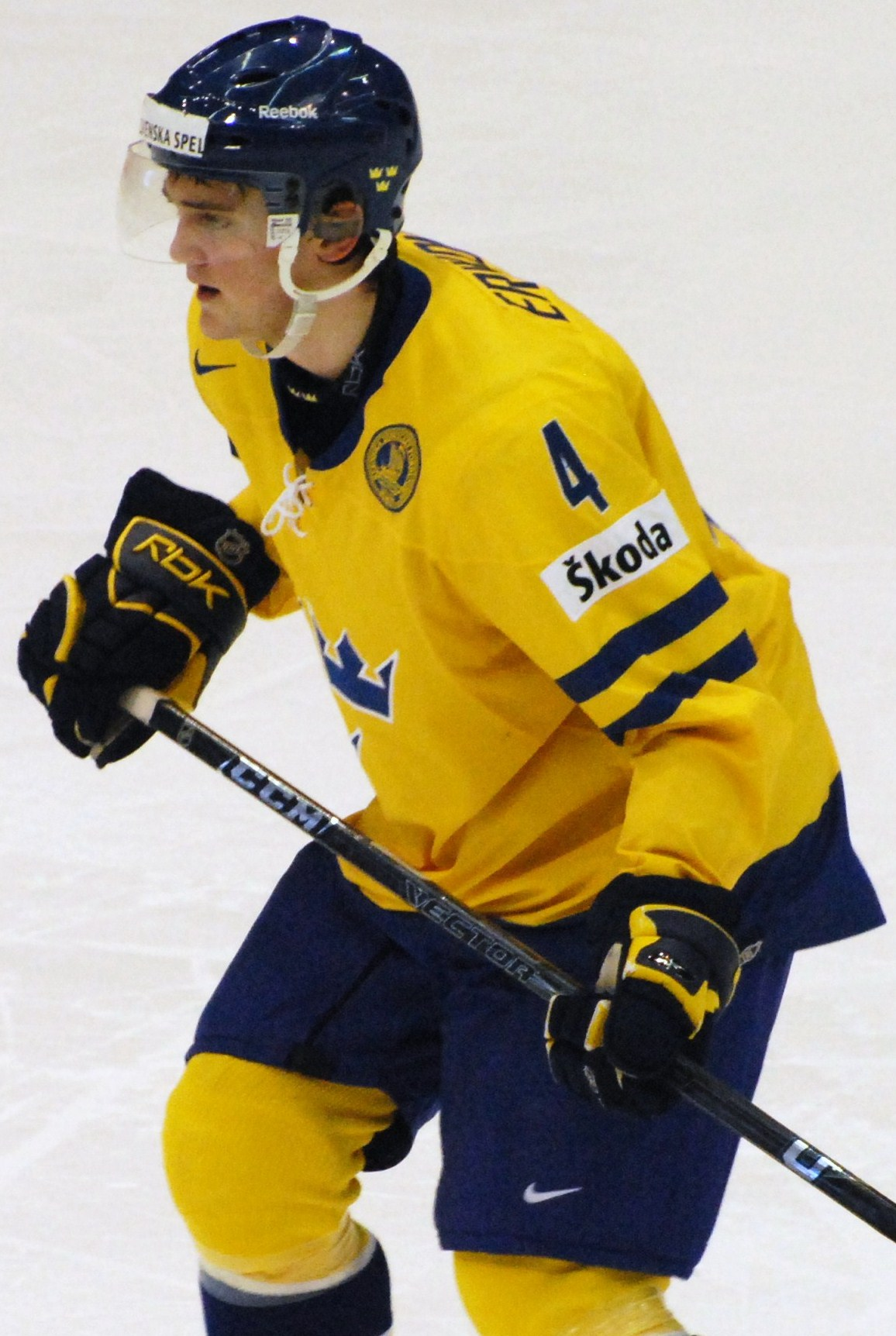
Erixon als Spieler der schwedischen U20-Nationalmannschaft (2009)

Für Schweden nahm Erixon an der U18-Junioren-Weltmeisterschaft 2009 teil, bei der er in sechs Spielen drei Tore und sechs Vorlagen erzielte. Damit war er der Verteidiger des Turniers mit den meisten Toren und Scorerpunkten. Zudem wurde er in das All-Star Team gewählt und gehörte zu den besten drei Spielern seiner Mannschaft. Zudem stand er im Aufgebot seines Landes bei den U20-Junioren-Weltmeisterschaften 2009, 2010 und 2011. Bei der U20-WM 2009 gewann er mit seiner Mannschaft die Silber-, bei der U20-WM 2010 die Bronzemedaille, und bei der U20-WM 2011 gehörte er zu den drei besten Spielern seiner Mannschaft.
Bei der Weltmeisterschaft 2011 stand er erstmals im Aufgebot seines Landes im Seniorenbereich und gewann mit seiner Mannschaft auf Anhieb die Silbermedaille.

## Erfolge und Auszeichnungen
- 2009 Schwedischer U18-Junioren-Vizemeister mit dem Skellefteå AIK
- 2011 Schwedischer Vizemeister mit dem Skellefteå AIK
- 2013 Teilnahme am AHL All-Star Classic
- 2021 Schwedischer Meister mit den Växjö Lakers

### International
| - 2009 Silbermedaille bei der U20-Junioren-Weltmeisterschaft - 2009 All-Star-Team der U18-Junioren-Weltmeisterschaft - 2010 Bronzemedaille bei der U20-Junioren-Weltmeisterschaft | - 2011 Silbermedaille bei der Weltmeisterschaft - 2014 Bronzemedaille bei der Weltmeisterschaft |

## Karrierestatistik
Stand: Ende der Saison 2023/24

### International
Vertrat Schweden bei:
| - U20-Junioren-Weltmeisterschaft 2009 - U18-Junioren-Weltmeisterschaft 2009 - U20-Junioren-Weltmeisterschaft 2010 | - Weltmeisterschaft 2011 - Weltmeisterschaft 2014 |

(Legende zur Spielerstatistik: Sp oder GP = absolvierte Spiele; T oder G = erzielte Tore; V oder A = erzielte Assists; Pkt oder Pts = erzielte Scorerpunkte; SM oder PIM = erhaltene Strafminuten; +/− = Plus/Minus-Bilanz; PP = erzielte Überzahltore; SH = erzielte Unterzahltore; GW = erzielte Siegtore; 1 Play-downs/Relegation; Kursiv: Statistik nicht vollständig)